# سانتا کلاس (جورجیا)
سانتا کلاس، جورجیا (به انگلیسی: Santa Claus, Georgia) یک شهر در ایالات متحده آمریکا با جمعیت ۱۶۵ نفر است که در جورجیا واقع شده‌است.

## موقعیت جغرافیایی
موقعیت جغرافیایی شهرها و مناطق اطراف به شرح زیر است: